# Illana
Illana è un comune spagnolo di 775 abitanti situato nella comunità autonoma di Castiglia-La Mancia.